# جون هاسلر (ممثل)
جون هاسلر (بالإنجليزية: John Hasler)‏ هو ممثل بريطاني، ولد في 21 أبريل 1974 في لندن في المملكة المتحدة.

## أعمال

### مسلسلات
- توماس والأصدقاء

## وصلات خارجية
- الموقع الرسمي
- جون هاسلر على موقع IMDb (الإنجليزية)
- جون هاسلر على موقع قاعدة بيانات الفيلم (الإنجليزية)